# Fifty-Fifty (bande dessinée)
Pour les articles homonymes, voir Fifty-Fifty.
Fifty-fifty est le 30e album de la série de bande dessinée Jeremiah, écrit et dessiné par Hermann, paru en 2011.

## Description et synopsis
Kurdy a reçu, d'un de ses amis, des instructions codées qui doivent lui permettre de retrouver des diamants abandonnés dans une ville en grande partie immergée. Jeremiah et Kurdy, qui essayent de retrouver ces diamants, ne se doutent pas que quelqu'un d'autre a eu vent de l'affaire et a envoyé plusieurs malfrats à leurs trousses.

## Publication en français
- Dupuis (collection « Repérages »), 2008